# Ulrich Pscherra
Ulrich Pscherra (ur. 2 lipca 1961) – wschodnioniemiecki skoczek narciarski,  srebrny medalista mistrzostw świata juniorów w Mont Sainte-Anne (1979).

## Puchar Świata

### Miejsca w klasyfikacji generalnej
- sezon 1980/1981: 66

## Mistrzostwa Świata juniorów
- Indywidualnie
  - 1979 Mont Sainte-Anne (CAN) – srebrny medal